# علوم طبية حيوية

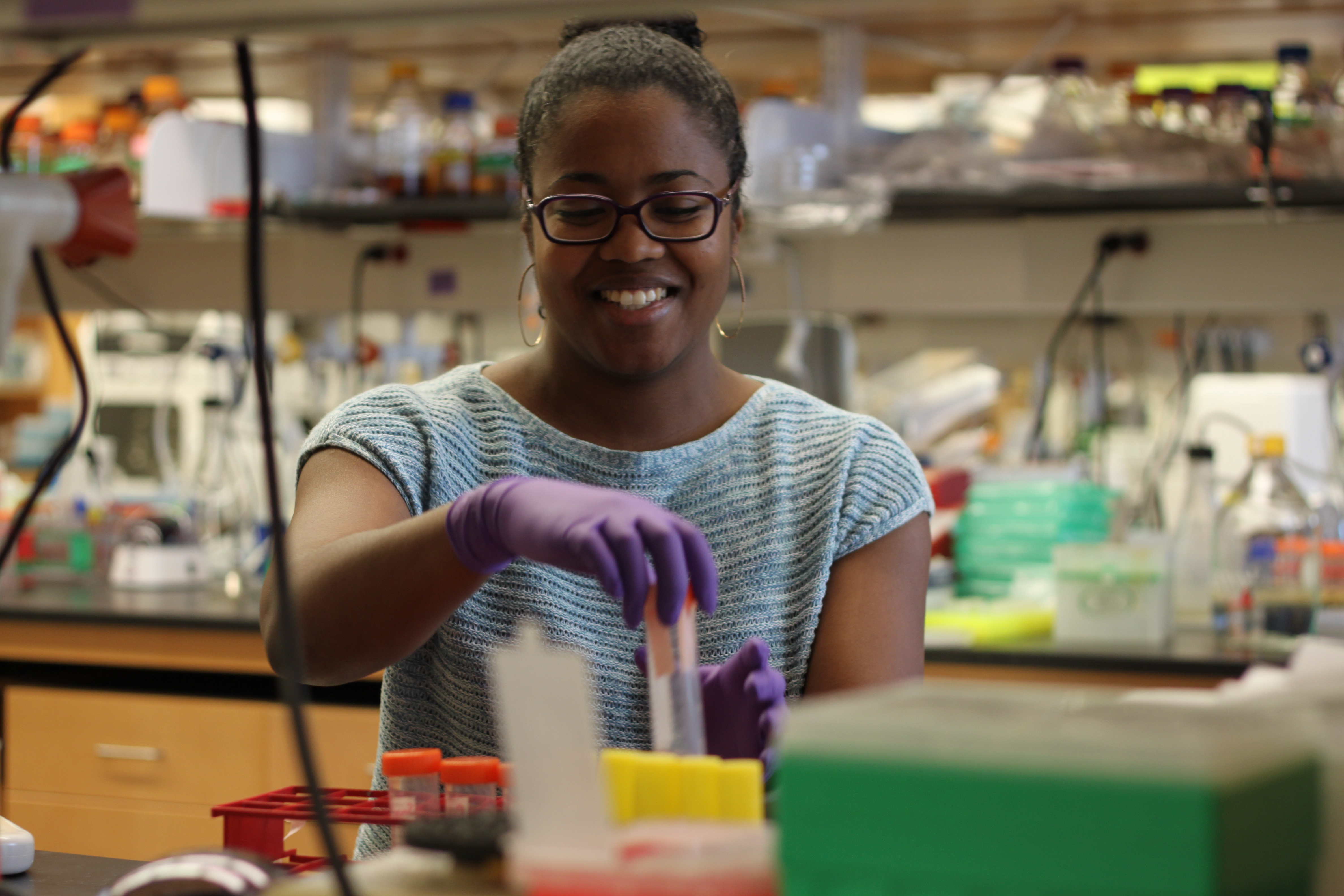

العلوم الطبية الحيوية هي مجموعة من العلوم التطبيقية تطبق أجزاء من العلوم الطبيعية أو العلوم الشكلية، أو كليهما، على المعرفة، والتخللات، أو التكنولوجيا التي تستخدم في الرعاية الصحية أو الصحة العامة. ومن التخصصات مثل علم الأحياء الدقيقة الطبي، وعلم الفيروسات السريرية، وعلم الأوبئة السريرية، وعلم الأوبئة الوراثي، والهندسة الطبية الحيوية تعتبر من العلوم الطبية. ومع ذلك، يمكن اعتبار الفيزيولوجيا المرضية من العلوم الأساسية في تفسير الآليات الفسيولوجية التي تعمل في علم الأمراض.

## الأدوار ضمن علم الرعاية الصحية
هناك ما لا يقل عن 45 تخصص مختلف في مجال العلوم الصحية، والتي يتم تصنيفها تقليديا إلى ثلاث أقسام رئيسية:
- الاختصاصات التي تنطوي على علوم الحياة
- الاختصاصات التي تنطوي على علم الفسيولوجيا
- التخصصات التي تنطوي على الفيزياء الطبية أو الهندسة الحيوية

### تخصصات علوم الحياة
- علم السموم التحليلي
- علم الأمراض التشريحية
- علم نقل الدم
- علم خلايا عنق الرحم
- الكيمياء الحيوية السريرية
- علم الأجنة السريري
- علم المناعة السريرية
- مجهر إلكتروني
- ضمان الجودة الخارجية
- علم الدم
- تخثر الدم والتجلط
- التوافق النسيجي وعلم المناعة الجينية
- التشريح المرضي وعلم الأمراض الخلوي
- علم الوراثة الجزيئية وعلم الوراثة الخلوية
- علم الأحياء الدقيقة بما في ذلك علم الفطريات
- خزع الوريد
- حفظ / زرع الأنسجة
- علم الفيروسات

### تخصصات علم الفسيولوجيا
- السمع والعلاج السمعي
- وظيفة الأوعية الدموية العصبية اللاإرادي
- الفسيولوجيا القلبية
- نضح السريرية
- علوم الرعاية الحرجة
- فسيولوجيا الجهاز الهضمي
- الفسيولوجيا العصبية
- البصريات وعلوم الرؤية
- الجهاز التنفسي وفسيولوجيا النوم
- علم أمراض المسالك البولية
- علم الأوعية الدموية

### اختصاصات الفيزياء والهندسة الحيوية
- الهندسة الميكانيكية الحيوية
- الهندسة الطبية الحيوية
- الهندسة السريرية
- القياس السريري
- الأشعة التشخيصية
- إدارة المعدات
- جراحة الوجه والفكين
- الإلكترونيات الطبية
- تصميم الهندسة الطبية
- التوضيح الطبي والتصوير السريري
- الإشعاع غير المؤين
- الطب النووي
- الحماية من الإشعاع والرصد
- صيدلة المشعات
- فيزياء العلاج الإشعاعي
- هندسة إعادة التأهيل
- التكنولوجيا والعلم الكلوي
- الموجات فوق الصوتية

## علوم الرعاية الصحية في المملكة المتحدة
تشكل القوى العاملة في مجال الرعاية الصحية جزءا هاما من هيئة الخدمات الصحية الوطنية في المملكة المتحدة. وفي حين أن العاملين في مجال الرعاية الصحية لا يمثلون سوى 5 % من موظفي الهيئة الوطنية للصحة، فإن 80 % من جميع التشخيصات يمكن أن تعزى إلى عملهم.
حجم العمل التخصصي في مجال الرعاية الصحية هو جزء كبير من عمل هيئة الخدمات الصحية الوطنية. في كل عام، يقوم خبراء الرعاية الصحية التابعين للهيئة بتنفيذ:
- ما يقرب من مليار من الاختبارات المخبرية في علم الأمراض
- أكثر من 12 مليون من الاختبارات الفسيولوجية
- تدعيم 1.5 مليون كسر بالعلاج الإشعاعي

اعترفت الحكومات الأربع في المملكة المتحدة بأهمية علم الرعاية الصحية التابع لهيئة الخدمات الصحية الوطنية، عارضين مبادرة تحديث المهن العلمية للتأكد من أن التعليم والتدريب لعلماء الرعاية الصحية يضمن أن هناك مرونة لتلبية احتياجات المرضى مع الحفاظ على مواكبة كل جديد في التطورات العلمية.

## وصلات خارجية
- What is Healthcare Science: NHS Careers نسخة محفوظة 10 يونيو 2011 على موقع واي باك مشين.
- Extraordinary You: Case studies of Healthcare scientists in the UK's National Health Service
- National Institute of Environmental Health Sciences
- The US National Library of Medicine
- Health Science Researchers, Jobs and Discussions
- Healthcare Reviews